# Nemanja Milisavljević
Nemanja Milisavljević (sârbă Немања Милисављевић) (n. 11 august 1980, Brus, Republica Socialistă Federativă Iugoslavia) este un fotbalist sârb care evoluează la echipa ȚSKA Sofia pe postul de mijlocaș.

## Carieră
A debutat pentru FC Vaslui în Liga I pe 27 februarie 2009 într-un meci terminat la egalitate împotriva echipei Steaua București.